# Miloš Veljković
Miloš Veljković (serbisch-kyrillisch Милош Вељковић; * 26. September 1995 in Basel, Schweiz) ist ein serbisch-schweizerischer Fussballspieler. Er ist gelernter Innenverteidiger, wird allerdings auch im defensiven Mittelfeld eingesetzt. Er steht bei Roter Stern Belgrad unter Vertrag und ist serbischer Nationalspieler.

## Karriere

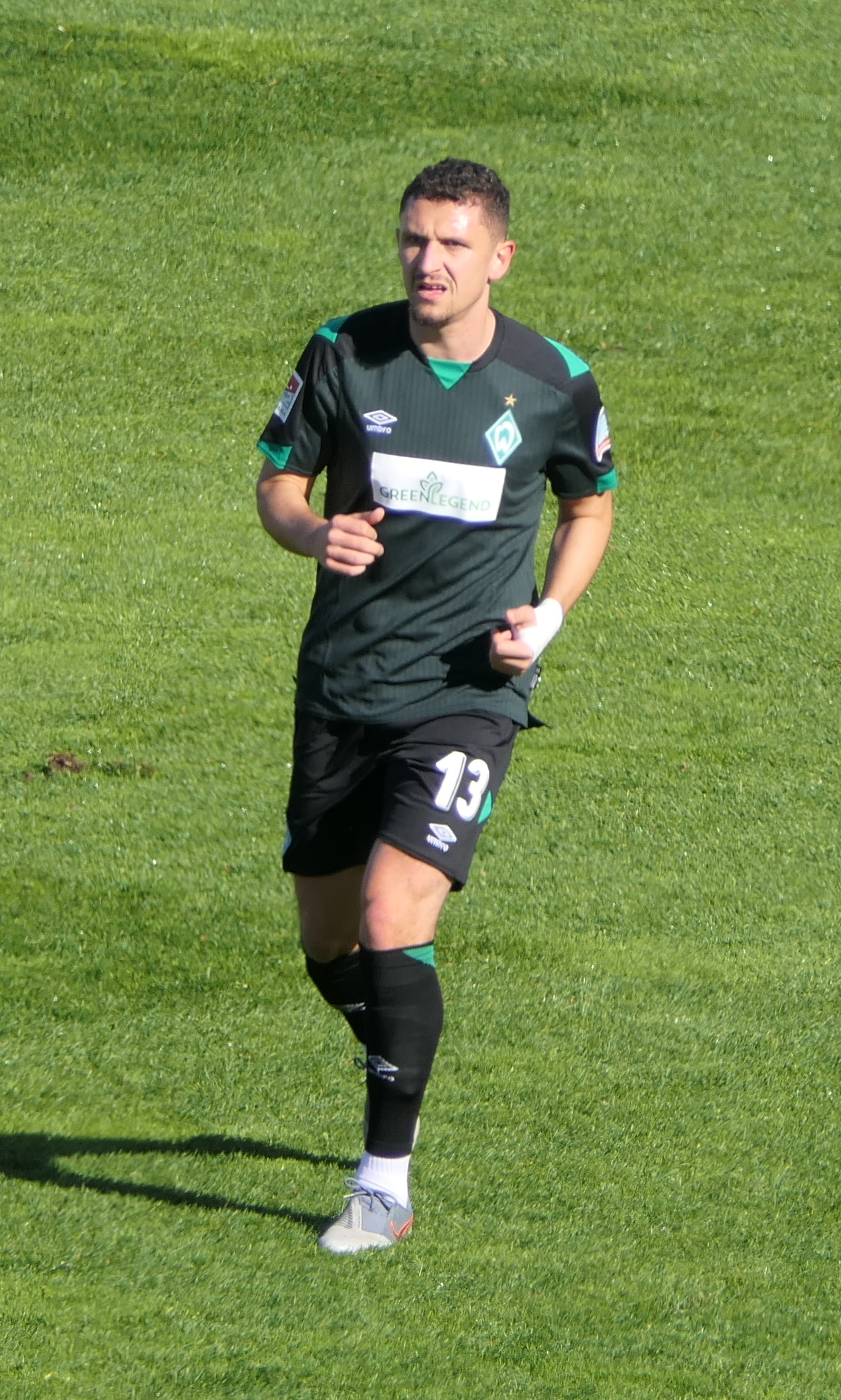
Veljković im Trikot von Werder Bremen (2021)

Veljković begann in der Jugend des FC Basel mit dem Fussballspielen und vertrat die Schweiz bereits mit der U16-Nationalmannschaft. Im Frühjahr 2011 wurde der Premier-League-Klub Tottenham Hotspur auf Veljković aufmerksam. Nach einem einwöchigen Probetraining wechselte er im Sommer fest zu den Spurs. Da Veljković sowohl die Schweizer als auch die serbische Staatsbürgerschaft besitzt, konnte er die Jugendnationalmannschaft wechseln und lief ab 2012 für die Nachwuchsteams Serbiens auf.
2013 gewann er mit der U19-Nationalmannschaft Serbiens die U19-Europameisterschaft in Litauen. Im Dezember gleichen Jahres sass er erstmals in einem Premier-League-Spiel auf der Bank. Möglich wurde das unter anderem dadurch, dass Tim Sherwood, der vorher die U21 trainiert hatte und Veljković gut kannte, kurze Zeit vorher André Villas-Boas als Cheftrainer ablöste. Am 8. April 2014 debütierte Veljković in der Premier League beim 5:1-Erfolg gegen den AFC Sunderland, als er in der 88. Minute für Paulinho eingewechselt wurde. Trotz dieses Einsatzes gehörte Veljković weiterhin nicht fest zur ersten Mannschaft und spielte für die U21 der Spurs. Veljković gewann 2015 mit der U20-Nationalauswahl Serbiens die U20-Weltmeisterschaft in Neuseeland nach einem hochklassigen Finalspiel gegen Brasilien.
Nachdem Veljković zuvor zweimal in die zweitklassige Football League Championship verliehen worden war, wechselte er im Februar 2016 nach Deutschland zum SV Werder Bremen, bei dem er einen Vertrag mit einer Laufzeit bis Juni 2019 erhielt. Dort debütierte er am 2. März 2016 beim 4:1-Auswärtssieg gegen Bayer 04 Leverkusen, als er in der 61. Spielminute für Fin Bartels eingewechselt wurde. Sein erstes Pflichtspieltor für Bremen erzielte er am 12. August 2017 beim 3:0-Sieg gegen die Würzburger Kickers in der ersten Hauptrunde des DFB-Pokals 2017/18.
Im Sommer 2025 wechselte er nach Serbien zum FK Roter Stern Belgrad.
Am 10. November 2017 debütierte Veljković beim 2:0-Sieg im Freundschaftsspiel gegen China in der serbischen A-Nationalmannschaft. Im Juni 2018 wurde er von Nationaltrainer Mladen Krstajić in den serbischen Kader für die Weltmeisterschaft 2018 in Russland berufen. Im Turnier kam Veljković zu einem Einsatz und schied mit seiner Mannschaft als Tabellendritter nach der Gruppenphase aus.

## Erfolge
- Aufstieg in die Bundesliga: 2022

- U19-Europameister: 2013
- U20-Weltmeister: 2015